# Регистрационные знаки транспортных средств в Донецкой Народной Республике
Автомобильные номера Донецкой Народной Республики — номерные знаки, применявшиеся для регистрации автотранспорта на территории самопровозглашённой Донецкой Народной Республики.

## История

### 2014—2015
После провозглашения Донецкой Народной Республики на территории Донецкой области, в 2014—2015 годах на подконтрольной ей территории на автомобилях стали появляться самодельные номера, отличные от украинских.

### 2015—2022

Автомобильный номер ДНР старого образца

Автомобильный номер ДНР

Современные номера ДНР были официально представлены 22 мая 2015 года, а 26 мая  в Донецке началась их выдача. Постепенно к ней приступили и другие МРЭО республики: в Макеевке, Шахтёрске, Енакиеве, Горловке и Старобешеве. 
По размерам, шрифту и порядку символов (1 буква, 3 цифры, 2 буквы) они аналогичны российским с двухзначным кодом региона, но не имеют отверстий для крепления. На номерах старого стандарта (май-декабрь 2015) также отсутствовали голограммы. Однако в номерах нового формата они появились. Для использования разрешены те же 12 букв русской кириллицы, имеющие графические аналоги в латинском алфавите — А, В, Е, К, М, Н, О, Р, С, Т, У и Х. Серии стараются выдавать с соблюдением алфавитного порядка: основной является первая буква, чаще всего меняется третья. Самой первой выдана серия А-АА, в сентябре 2017 года появились номера с первой буквой В, в марте 2019 года начата буква Е.
На номерах, выдававшихся с мая по декабрь 2015 года (восемь серий с А-АА по А-АО), в правой части номерного знака, в обособленном четырёхугольнике, расположены: в нижней части — длинный флаг Донецкой Народной Республики, а в верхней — выштампованный крупным шрифтом неофициальный код республики DPR (англ. Donetsk People's Republic). В декабре 2015 года символика поменялась: флаг стал располагаться в верхней части, стал крупнее, с правильными пропорциями, и печатается заводской печатью на пластине номера. Код DPR стал располагаться под флагом и печатается меньшим шрифтом. Интересно, что всё это время флаг на номере не соответствовал государственному флагу ДНР, пока в феврале 2018 года с него не были убраны герб и название республики.
18 февраля 2017 года президент России Владимир Путин подписал указ о признании документов и номерных знаков, выданных в ДНР и ЛНР. Де-факто зарегистрированные там автомобили могли въезжать в Россию и раньше, но теперь это стало разрешено официально и без каких-либо возможных ограничений, вызванных непризнанным статусом республик.
По состоянию на 1 мая 2019 года выдано не менее 292 серий по 999 номеров в каждой, за исключением пропущенных серий В-ОР и В-УХ.

### С 2022 года
С октября 2022 года после аннексии Россией подконтрольной ей территории Донецкой области Украины в качестве субъекта федерации — Донецкой Народной Республики выдаются регистрационные знаки транспортных средств Российской Федерации с кодом региона 80, ранее принадлежавшим Агинскому Бурятскому автономному округу и выдававшимся вплоть до его объединения с Читинской областью в Забайкальский край в 2008 году. Также используется код региона 180.

## Другие типы номеров

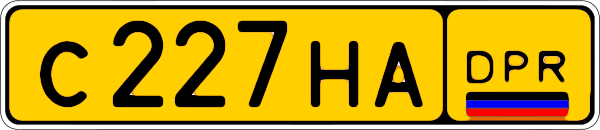
Номера транспорта для пассажирских перевозок

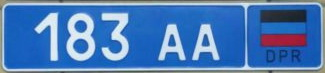
Автомобильные номера МВД

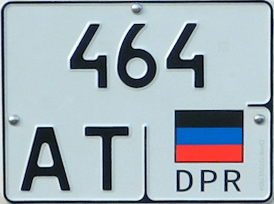
Номера прицепов и полуприцепов

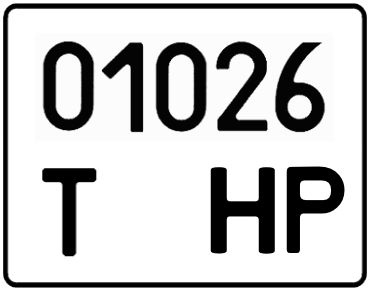
Номера технологического транспорта

Кроме номеров для легковых автомобилей, в ДНР существуют номера других типов:
- Номера транспорта для пассажирских перевозок

Номера по формату совпадают с автомобильными, но выполняются на тёмно-оранжевом фоне.
- Мотоциклетные номера

По внешнему виду аналогичны российским, но количество цифр сокращено до трёх, а в окне кода региона — флаг ДНР и код DPR.
- Номера прицепов и полуприцепов

По внешнему виду аналогичны мотоциклетным: квадратной формы, цифры одного размера с буквами. Формат: три цифры, две буквы.
- Номера технологического транспорта

По состоянию на апрель 2019 года, на тракторы и другую спецтехнику выдаются номерные знаки, полностью повторяющие аналогичные украинские. Единственное их отличие состоит в том, что вместо кода Донецкой области AH используется сочетание букв НР, которое означает [Донецкая] Народная Республика. Формат — пять цифр, означающая технологический транспорт буква Т и код НР.
- Автомобильные номера МВД

Аналогично российским, выполняются белыми символами на синем фоне, но в формате «ЦЦЦ бб», где Ц — цифра, б — буква. Справа, как на общегражданских автомобильных номерах, в обособленном окне расположены код и флаг республики.
- Автомобильные номера высшего руководства

Выполняются чёрными символами на белом фоне. Номерной знак содержит только три цифры, слева от цифр во всю ширину пластины расположен герб ДНР, справа — флаг ДНР, также во всю ширину.